# Martha Marcy May Marlene
Pour plus de détails, voir Fiche technique et Distribution.
Martha Marcy May Marlene est un film indépendant américain écrit et réalisé par Sean Durkin, sorti en 2011.
Premier film de Durkin, il est acclamé par la critique et révèle l'actrice Elizabeth Olsen. Aux côtés de John Hawkes, Sarah Paulson et Hugh Dancy, Olsen interprète le rôle d'une jeune fille souffrant d'hallucinations et d'accès de paranoïa après avoir fui une secte dans les montagnes Catskill.

## Synopsis
Martha, une jolie adolescente fragile dont les parents sont décédés, se réfugie chez sa sœur aînée Lucy et le mari de celle-ci, à qui elle n'avait plus donné le moindre signe de vie depuis plus de deux ans. Durant ce long silence et cette absence, la jeune fille avait rejoint une communauté menée par un gourou manipulateur, Patrick, mais ne peut se résoudre à avouer la vérité à son aînée : elle a dû se soumettre aux caprices sexuels de ce gourou, accepter une promiscuité forcée entre garçons et filles, travailler dur dans la ferme communautaire. Son désir de fuite est déclenché par un meurtre et par les menaces psychologiques et physiques du groupe et du gourou. Alors qu'elle tente difficilement de retrouver une vie normale auprès de sa sœur, Martha, meurtrie et assaillie par les visions de ces deux années, persuadée que les adeptes de la secte vont venir la chercher, sombre peu à peu dans la paranoïa. Sa sœur et son beau-frère décident alors enfin de la faire soigner… alors qu'il est peut-être trop tard.

## Fiche technique
- Titre original : Martha Marcy May Marlene
- Réalisation : Sean Durkin
- Scénario : Sean Durkin
- Direction artistique : Chad Keith
- Décors : Jonathan Guggenheim
- Costumes : David Tabbert
- Photographie : Jody Lee Lipes
- Montage : Zachary Stuart-Pontier
- Musique : Daniel Bensi et Saunder Jurriaans
- Production : Antonio Campos, Patrick Cunningham, Chris Maybach et Josh Mond
- Société(s) de production : BorderLine Films, Cunningham & Maybach Films, FilmHaven Entertainment, Fox Searchlight Pictures et This Is That Productions
- Société(s) de distribution : Fox Searchlight Pictures (USA)
- Budget : 10 000 000 $
- Pays d’origine : États-Unis
- Langue : anglais
- Format : Couleurs (Technicolor) - 35 mm - 2.35:1 - Son Dolby numérique
- Genre cinématographique : Drame psychologique
- Durée : 101 minutes
- Date de sortie : 
  -  États-Unis : 21 janvier 2011 (Festival du film de Sundance 2011) ; 21 octobre 2011 (sortie nationale)
  -  Canada : 28 octobre 2011
  -  France et  Belgique : 29 février 2012

## Distribution

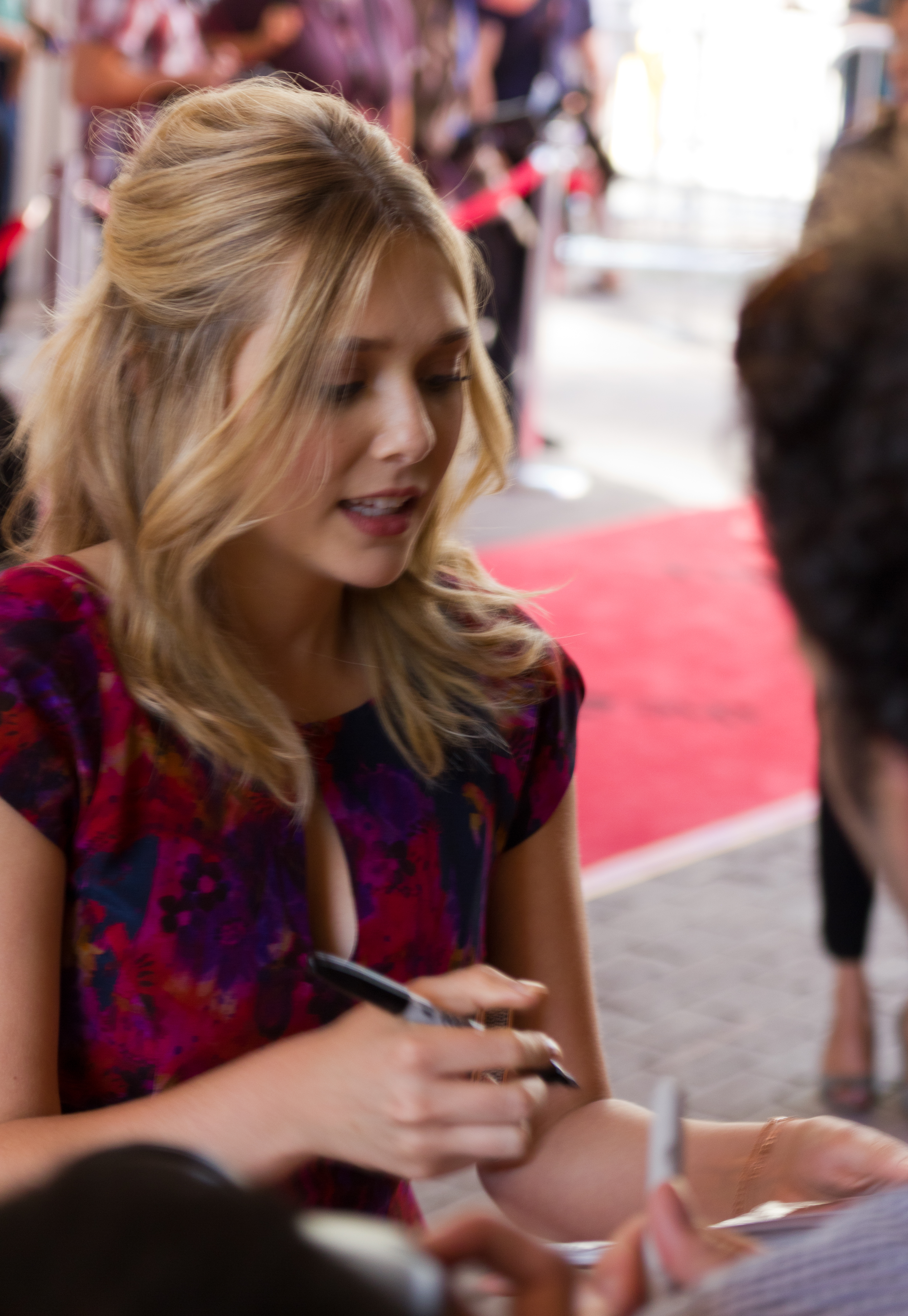
L'actrice principale et révélation du film Elizabeth Olsen à la première du film au TIFF 2011.

- Elizabeth Olsen (VQ : Magalie Lépine-Blondeau) : Martha
- John Hawkes (VQ : Alain Zouvi) : Patrick
- Sarah Paulson (VQ : Mélanie Laberge) : Lucy
- Hugh Dancy (VQ : Martin Watier) : Ted
- Christopher Abbott : Max
- Brady Corbet (VQ : Xavier Dolan) : Watts
- Maria Dizzia : Katie
- Julia Garner : Sarah
- Louisa Krause (VQ : Aline Pinsonneault) : Zoe
- Adam Thompson : Barman

Légende : VQ = Version québécoise

## Production
John Hawkes, Patrick dans le film, reprend la chanson Marcy's Song de Jackson C. Frank.

## Accueil

### Box-office
| Pays ou région     | Box-office  | Date d'arrêt du box-office | Nombre de semaines |
| ------------------ | ----------- | -------------------------- | ------------------ |
| États-Unis/ Canada | 2 870 277 $ | 21 octobre 2011            | 8                  |

### Accueil critique
Martha Marcy May Marlene reçoit en majorité des critiques positives. L'agrégateur Rotten Tomatoes rapporte que 90 % des 141 critiques ont donné un avis positif sur le film, avec une bonne moyenne de 7,7/10. La critique qui fait le plus consensus est « Porté par une interprétation  hypnotique d'Elizabeth Olsen (dont il s'agit du premier rôle à l'écran), Martha Marcy May Marlene est un drame psychologique obsédant ». L'agrégateur Metacritic donne une note de 76 sur 100 de « critiques positives ».

## Distinctions

### Récompenses
- Festival du film de Sundance 2011 : Prix de la mise en scène du Festival de Sundance pour Sean Durkin (sélection « U.S. Dramatic Competition »)
- Festival international du film de Ghent 2012 : Mention spéciale pour Elizabeth Olsen (sélection officielle)
- Casting Society of America Awards 2012 : meilleur casting d'un film à petit budget comique ou dramatique
- Bodil Awards 2013 : meilleur film américain

### Nominations et sélections
- Festival de Cannes 2011 : Sélectionné dans la section Un certain regard et en compétition pour la Caméra d'or
- Festival international du film de Stockholm 2011 : sélection officielle
- Chlotrudis Awards 2012 :
  - Meilleur réalisateur pour Sean Durkin
  - Meilleure actrice pour Elizabeth Olsen
  - Meilleur acteur dans un second rôle pour John Hawkes
  - Meilleur scénario original pour Sean Durkin
- Independent Spirit Awards 2012 :
  - Meilleur premier film
  - Meilleure actrice pour Elizabeth Olsen
  - Meilleur acteur dans un second rôle pour John Hawkes
  - Producers Award pour Josh Mond